# Легкоатлетические многоборья

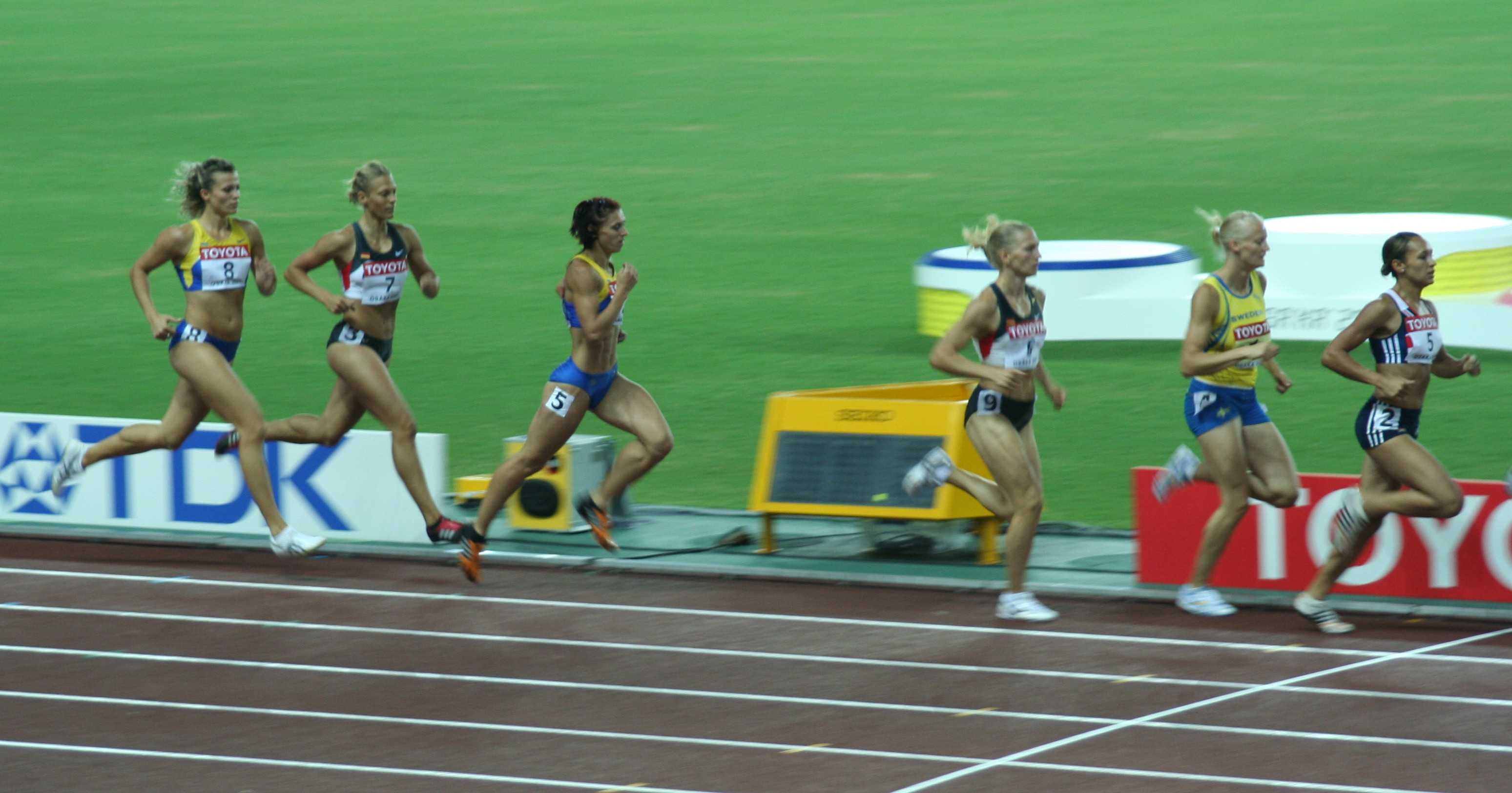
Бег на 800 метров, финальная дисциплина в женском семиборье

Легкоатлетические многоборья — совокупность легкоатлетических дисциплин, где спортсмены соревнуются в различных видах, которые позволяют выявить самого разностороннего атлета. Многоборцев мужчин иногда называют «рыцарями многих качеств». Соревнования по многоборьям входят в программу олимпиад и проводятся в летнем и зимнем сезонах.

## Дисциплины
В следующих видах многоборий IAAF фиксирует мировые рекорды:
- Десятиборье (мужчины) (летний сезон): бег 100 м, прыжок в длину, толкание ядра, прыжок в высоту, бег 400 м, 110 м с барьерами, метание диска, прыжок с шестом, метание копья, бег 1500 м
- Семиборье (женщины) (летний сезон): бег 100 м с барьерами, прыжок в высоту, толкание ядра, бег 200 м, прыжок в длину, метание копья, бег 800 м
- Семиборье (мужчины) (зимний сезон): бег 60 м, прыжок в длину, бег 60 м с барьерами, толкание ядра, прыжок в высоту, прыжок с шестом, бег 1000 м
- Пятиборье (женщины) (зимний сезон): бег 60 м с барьерами, прыжок в высоту, толкание ядра, прыжок в длину, бег 800 м

Существуют также менее распространённые виды, как например, соревнования по программе мужского десятиборья для женщин. Иногда также учредители коммерческих соревнований могут проводить многоборья по нестандартной программе.

## Правила
За каждый вид спортсмены получают определённое количество очков, которые начисляются либо по специальным таблицам, либо по эмпирическим формулам. Соревнования по многоборьям на официальных стартах IAAF всегда проводится в два дня. Между видами обязательно определён интервал для отдыха (как правило не менее 30 минут). При проведении отдельных видов существуют поправки, характерные для многоборья:
- в беговых видах разрешено сделать один фальстарт (в обычных беговых видах дисквалифицируют после первого фальстарта);
- в прыжке в длину и в метаниях участнику предоставляется только по три попытки;
- с определёнными условиями разрешено использование ручного хронометража, если стадион не оборудован автоматическим[1].